# گورشن
گورشن (به آلمانی: Görschen) یک منطقهٔ مسکونی در آلمان است که در مرتندورف واقع شده‌است. گورشن ۵۲۷ نفر جمعیت دارد.